# Fossilienschauraum Obernholz

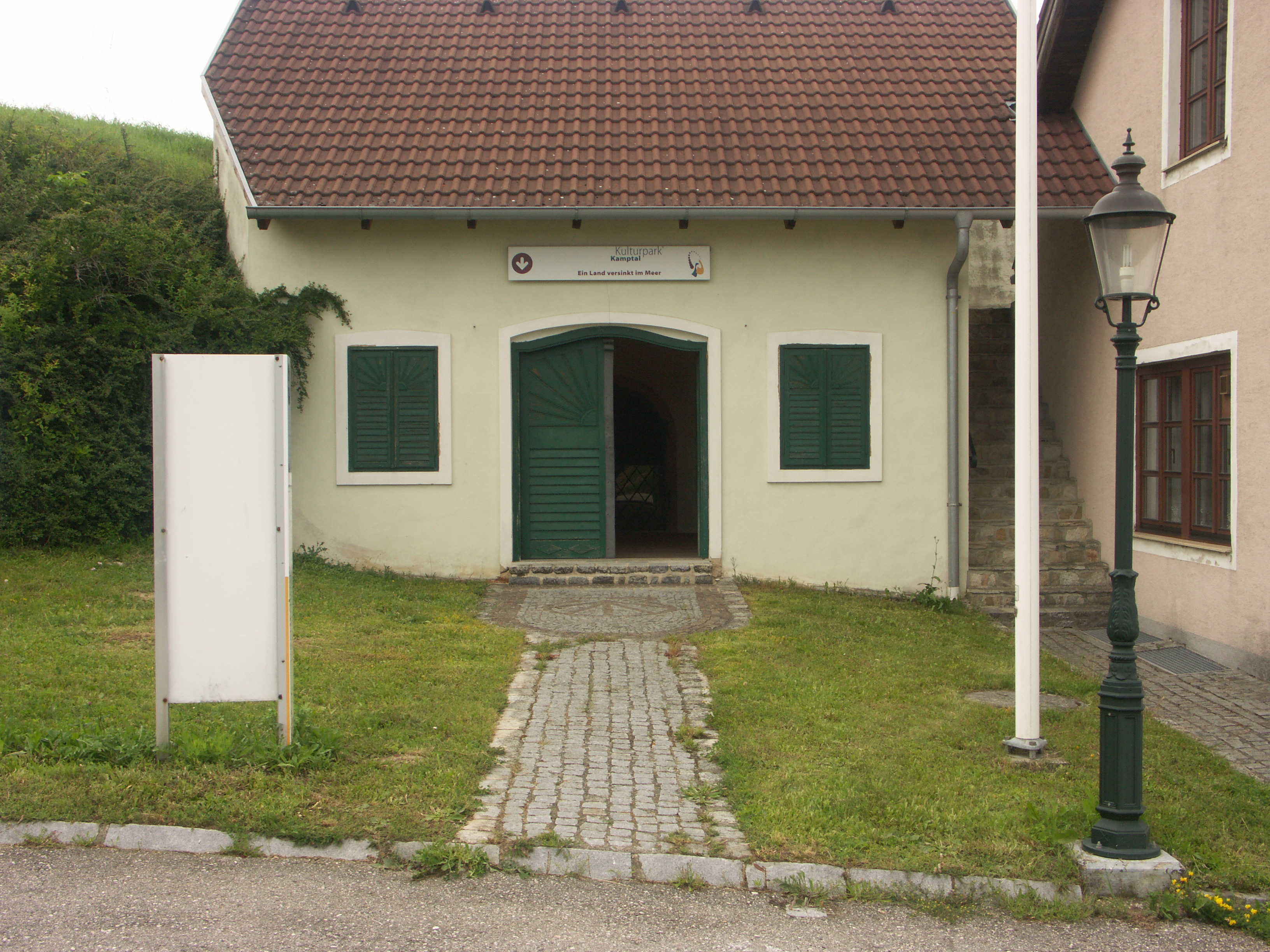
Fossilienschauraum Obernholz

Der Fossilienschauraum Obernholz steht in der Kellergasse Obernholz in der Marktgemeinde Straß im Straßertale im Bezirk Krems-Land in Niederösterreich. Er zeigt Fossilien aus dem Tertiär.

## Geschichte

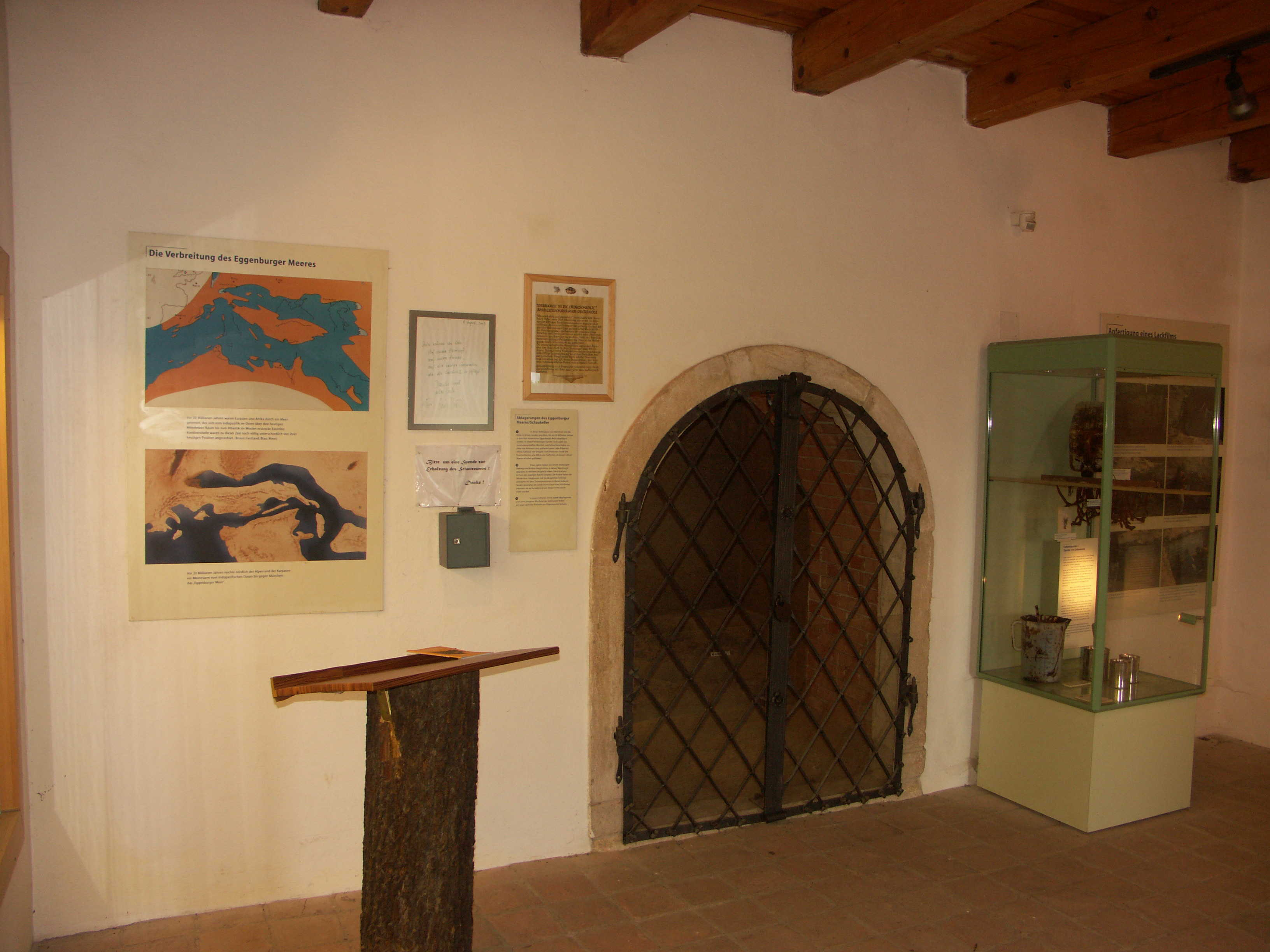
Innenansicht

In einer nahegelegenen Sandgrube und bei anderen Tätigkeiten wurden in Obernholz immer wieder Fossilien gefunden, die in der Folge von Gerhard Putzgruber gesammelt wurden. 1994 wurde die Sandgrube von der Gemeinde erworben und im nahen Obernholz in der Kellergasse ein öffentlich zugänglicher Schauraum eingerichtet, um die wissenschaftlich interessanten Funde zugänglich zu machen. Der Schauraum wurde am 16. September 1995 mit Abt Bernhard Naber (Stift Altenburg) feierlich eröffnet.

## Sammlung

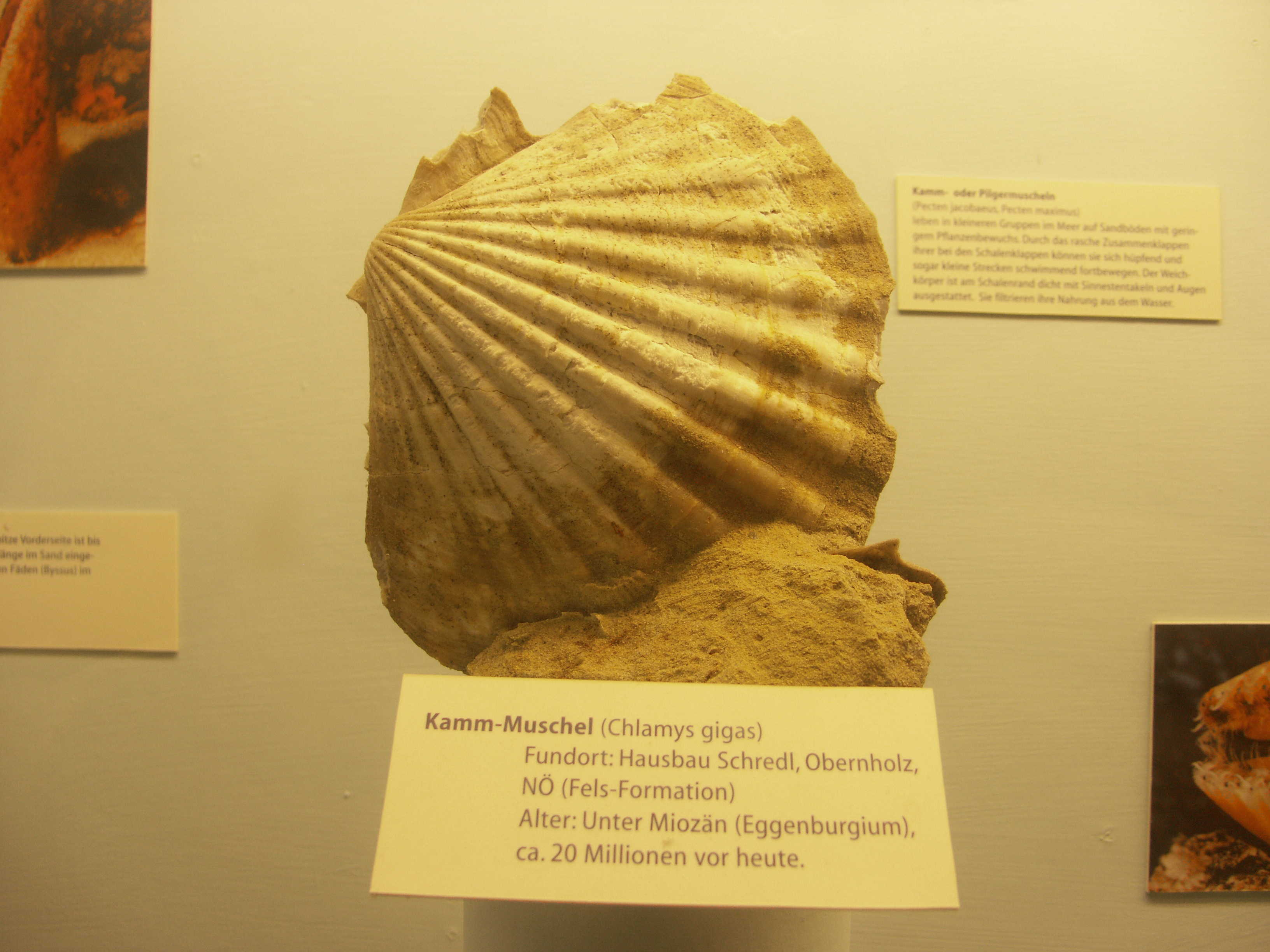
Kammmuscheln

Unter dem Titel „Ein Land versinkt im Meer“ präsentiert das Museum die Meeresbrandung der Paratethys, die vor 20 Millionen in Obernholz anschlug. Anhand zahlreicher versteinerter Schnecken und Muscheln sowie mittels multimedialer Präsentationstechnik wird Erdgeschichte erlebbar. Gleichzeitig werden aber auch die Spuren eines Flusses gezeigt, der hier vor 30 Millionen Jahren das Land formte, womit eine zweite geologische Zeitstufe sichtbar wird. Störung dieser Abfolge und zugleich dritter Ablagerungstypus ist das Flussdelta eines von Süden kommenden Flusses, der hier vor 16 Millionen Jahren ins Meer mündete. Die Sammlung ist täglich geöffnet und frei zugänglich.

### Horner Fluss
Anhand von charakteristischen Ton-, Sand- und Schotterablagerungen, in denen sich versteinerte Hölzer, Blätter und Blütenpollen finden, kann ein Fluss verfolgt werden, der von Gmünd kommend, über Allentsteig, Horn, und Obernholz bis nach Krems floss, wo er in das damalige Meer mündete. Die durch den mäandrierenden Flusslauf fein geschichteten, von gerichteten Schottern und Grobsanden durchzogenen Sedimente dieses Flusses bilden die unteren Schichten der Sandgrube und sind frei von fossilen Meeresbewohnern.

### Eggenburger Meer

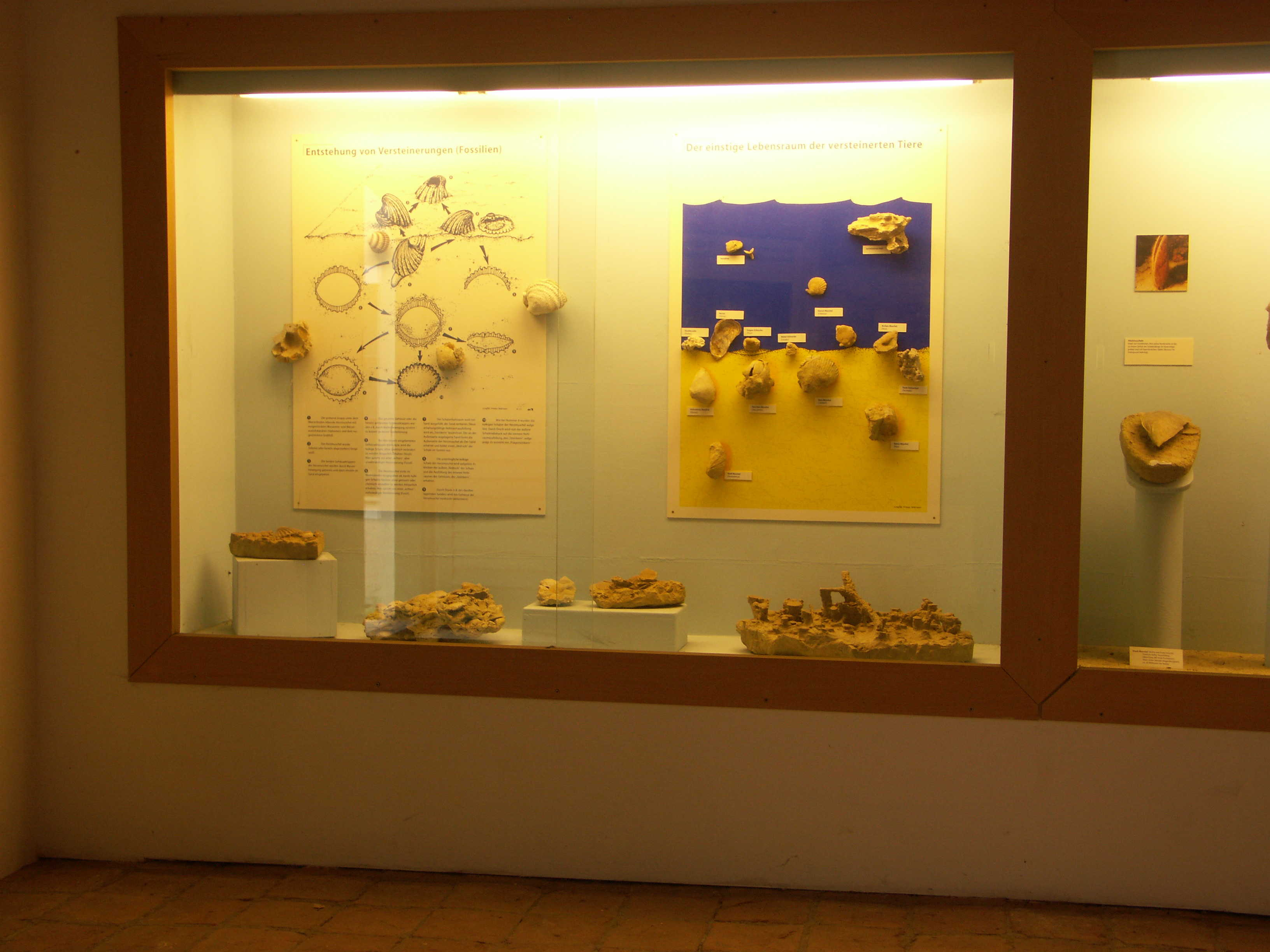
Fossilien aus dem Eggenburger Meer

Der Anstieg des Meeresspiegels brachte subtropische Meeresbewohner, deren fossile Reste sich in den tonigen Meeressedimenten wiederfinden. Es sind dies Muschelschalen, Schneckenhäuser, Panzer von Seeigeln und Haifischzähne. Ebenso sind Lebensspuren wie Bauten von Krabben erkennbar. Die Sedimente selbst sind horizontal geschichtet, werden aber nach oben hin mehrmals von schmalen Schotterhorizonten durchbrochen, die auf schwere, katastrophenartige Unwetter hinweisen.

### Urtraisen
Im östlichen Teil der Sandgrube sind Schotter in die Meeresablagerungen eingeschnitten. Diese Schotter bestehen teilweise aus Kalk und stammen damit aus den Kalkalpen, möglicherweise aus dem heutigen Traisental. Insgesamt zeigen diese Ablagerungen einen Aufbau, wie sie typischerweise bei Flussdeltas vorkommen: die Schotter liegen wenig strukturiert, sie waren also niemals den Strömungen eines Flusses ausgesetzt, sondern sind in Feinsanden und Tonen verteilt, die ebenso fluvialen Ursprungs sein müssen, weil sich darin kaum Meeresbewohner nachweisen lassen.